# Transman

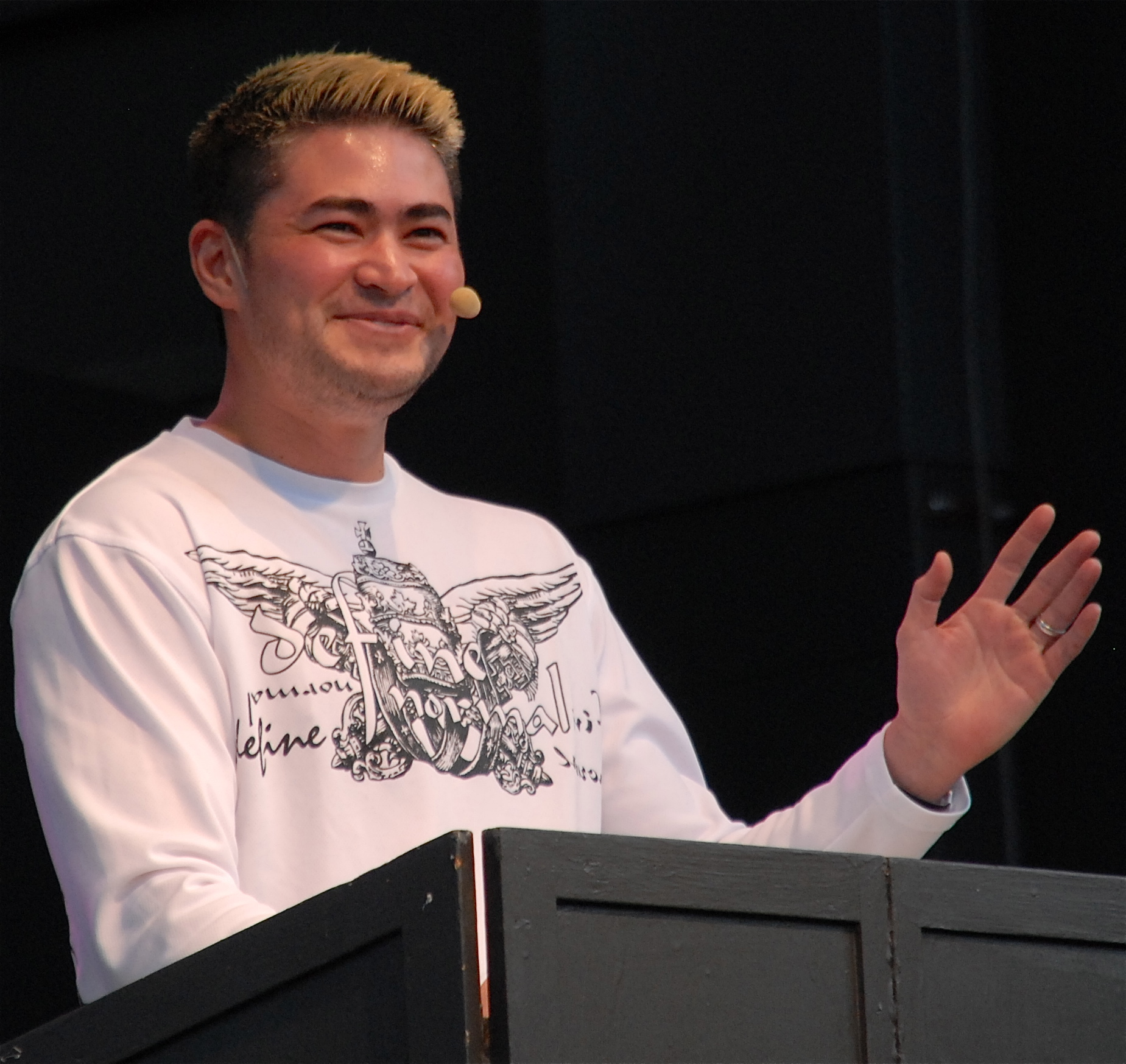
Thomas Beatie på Stockholm Pride 2011

En transman är en kvinna-till-man-transperson som registrerades som flicka vid födseln, men har en manlig könsidentitet. Ibland används förkortningen FtM (Female-to-Male) som synonym.
 Många transmän vill korrigera sin kropp med hormonbehandling och/eller kirurgi och byta juridiskt kön så att kroppen och det juridiska könet stämmer bättre överens med könsidentiteten. Men begreppet transman är inte helt synonymt med en kvinna-till-man-transsexuell, eftersom även transpersoner som inte önskar någon typ av könskorrigerande behandling och/eller inte diagnosticerats som transsexuella kan identifiera sig och omtalas som transmän. Transperson är ett paraplybegrepp som omfattar många olika identiteter (inklusive transsexuella personer). 
Två närliggande begrepp är transmaskulin, som kan sägas vara en transperson som registrerades som flicka vid födseln och har en mer eller mindre manlig könsidentitet , respektive FtX, en förkortning för Female-to-X, som ibland används av och om transpersoner som registrerades som flickor vid födseln och inte identifierar sig som kvinnor men inte heller identifierar sig som män.
Att vara transperson är oberoende av sexuell läggning. En transman kan identifiera sig som exempelvis heterosexuell, bisexuell, homosexuell eller asexuell. En del transmän identifierar sig inte utifrån konventionella kategorier för sexuell läggning med hänvisning till att kategorierna inte är tillämpbara på dem.

## Transition

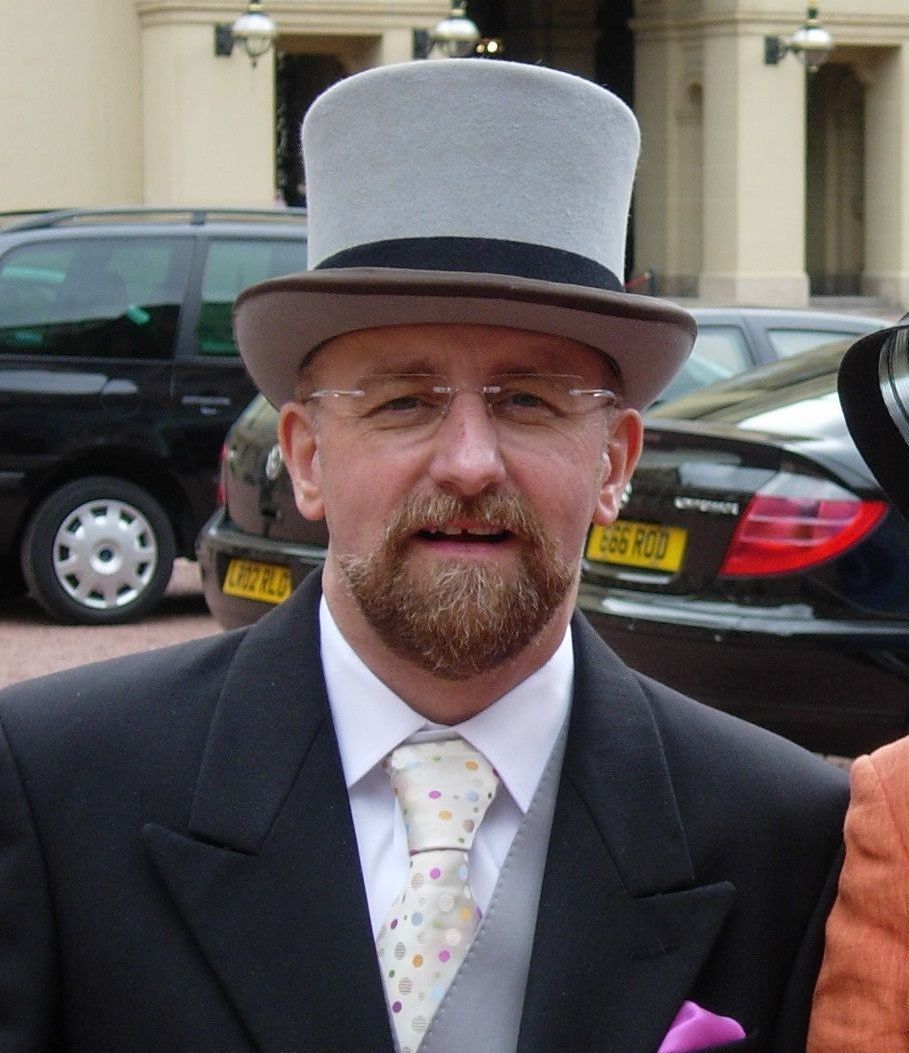
Sir Stephen Whittle,t.v., transman, OBE, professor i juridik, aktivist och en av grundarna av Press for Change.

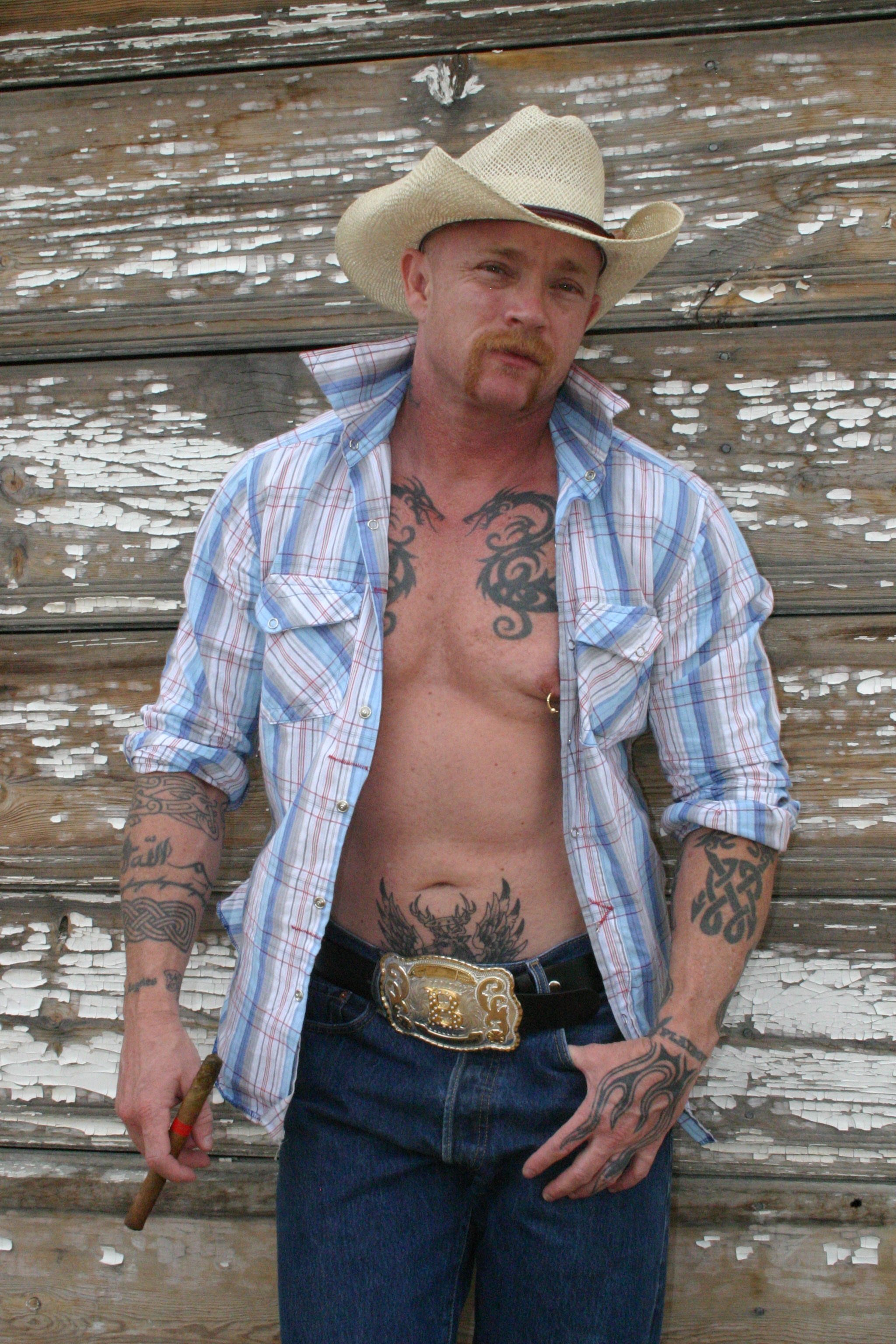
Buck Angel, transman och porrskådespelare

Transition (en. transition] är den term som ibland används för hela den process det innebär att byta socialt kön. Det omfattar ofta, men inte alltid, byte av förnamn, juridiskt kön och könskorrigerande behandling, likväl som byte av sociala normer och könsuttryck.
Ursprungligen hänvisade termen "transmän" specifikt till en kvinna-till-man-transsexuella som genomgick könskorrigerande behandling i form av hormonbehandling och / eller kirurgi. Under de senaste åren har förståelsen av vad transition är utvidgats till att omfatta teorier om psykologiska utveckling eller kompletterande metoder för självacceptans.
Transsexuella män kan ofta vilja korrigera sin kropp med hormonbehandling och/eller kirurgi så att kroppen stämmer bättre överens med könsidentiteten. Men det är inte möjligt överallt i världen att erhålla sådan behandling, antingen för att den är uttryckligen förbjuden eller för att kunskapen och tekniken saknas i landet. I en del länder där det är möjligt omfattas inte behandlingen av den allmänna sjukförsäkringen, eller så existerar ingen allmän sjukförsäkring alls. En del transmän kan inte heller genomgå exempelvis kirurgi eller hormonterapi, av medicinska skäl. Både transsexuella män och andra transmän och transmaskulina och FtX kan därför välja andra sätt än traditionell sjukvård för att bättre erhålla den kropp och det sociala bemötande de önskar.
Många som inte har genomgått mastektomi väljer att binda sina bröst. Det finns några olika metoder för detta, inklusive med hjälp av sportbehåar och specialgjorda binders (av linne-modell eller gördel-modell). Tejp eller bandage, även om de ofta avbildas i populärkulturen, bör inte användas för att binda eftersom det krymper vid användning och komprimerar bröstkorgen, vilket kan leda till skador.
En del transmän använder en så kallad packer, för att skapa en manlig bula i grenen på byxorna. Transmän som väljer att packa kan använda allt från upprullade strumpor till specialtillverkade packers, som liknar en penis. Det finns packers tillverkade specifikt för transmän, konstruerade för att man ska kunna kissa genom dem. Det finns också regelrätta penisproteser för transmän.

Beroende på tillgången till vård och behandling, den egna ekonomi, könsidentiteten, eventuella medicinska begränsningar och de egna önskemålen kan en transition för en transman/transmaskulin/FtX innebära några eller alla av följande steg:
- Social övergång: byte av förnamn, bärandet av kläder som ses som typiskt manliga, bruket av binder och/eller packer, byte till mer traditionellt manlig frisyr, offentliggörande till familj, vänner och på arbetsplatsen eller i skolan.
- Könskorrigerande behandling: hormonbehandling med testosteron och / eller könskorrigerande kirurgi, logopedstöd
- Legal bekräftelse: byte av könsmarkör i folkbokföringsregister och på identitetshandlingar [7][8]

Att bli socialt accepterad helt eller delvis som man, på ett sätt som stämmer med den egna identiteten, kan vara en utmaning för transmän/transmaskulina/FtX  som inte har genomgått könskorrigerande behandling  En del av dem kan då välja ett annat könsuttryck tillfälligt för att uppfattas som kvinnor i vissa sociala situationer, exempelvis på arbetet.  Transmän som genomgått mer omfattande könskorrigerande behandling lever ofta på heltid som män. 

## Kända transmän/transmaskulina/FtX
- Thomas Beatie, Transaktivist, känd för att som man ha fött sina tre barn, "den gravide mannen".
- Chaz Bono, Amerikansk författare och aktivist. Son till Sonny Bono och Cher[9]
- Balian Buschbaum, Tysk stavhoppare och modell
- Patrick Califia, författare, poet och aktivist
- Reed Erickson (1917–1992), affärsman och filantrop
- Alan Hart (1890 - 1962),  läkare, radiolog, forskare och författare. Den förste att genomgå könskorrigerande kirurgi i USA.
- Andreas Krieger, Tysk kulstötare[10]
- Brandon Teena (1972–1993), offer för ett hatbrott, ett mord som blev känt för en större allmänhet i och med filmen Boys Don't Cry
- Loui Sand, svensk handbollsspelare[11]

## Källhänvisningar
1. ↑  ”Transformering: Vad är Trans?” (HTML). RFSL Ungdom. http://www.transformering.se/vad-ar-trans. Läst 12 januari 2015.
2. 1 2  ”Transformering: Ordlista” (HTML). RFSL Ungdom. http://www.transformering.se/vad-ar-trans/ordlista. Läst 12 januari 2015.
3. 1 2 3  Lukas Romson (2 maj 2014). ”transskolan 2: T som i trans”. Feministiskt Perspektiv. https://feministisktperspektiv.se/2014/05/02/transskolan-2-t-som-i-trans/. Läst 12 januari 2015.
4. ↑  Hudson's FTM Resource Guide, FTM Basics: Terminology
5. ↑  Institute for Judaism and Sexual Orientation, Glossary of Terms and Usage Arkiverad 19 maj 2014 hämtat från the Wayback Machine.
6. ↑  ”Transsexualism – när kropp och kön inte stämmer överens” (HTML). Stockholms läns landsting. Arkiverad från originalet den 13 januari 2015. https://web.archive.org/web/20150113014159/http://www.1177.se/Stockholm/Fakta-och-rad/Sjukdomar/Transsexualism--nar-kropp-och-kon-inte-stammer-overens/?ar=True. Läst 13 januari 2015.
7. 1 2 3 4  Transgender emergence: therapeutic guidelines for working with gender-variant people and their families (2004), Arlene Istar Lev, Routledge, ISBN 0-7890-2117-X, 9780789021175.
8. 1 2 3 4  "The Misconception of 'Sex' In Title VII: Federal Courts Reevaluate Transsexual Employment Discrimination Claims" (2008), Amanda S. Eno, Tulsa Law Review, Spring, 2008, 43 Tulsa L. Rev. 765, University of Tulsa.
9. ↑  Wilson, Cintra (6 maj 2011). ”Chaz Bono, Reluctant Role Model”. The New York Times. http://www.nytimes.com/2011/05/08/fashion/08CHAZ.html?_r=2&scp=1&sq=chaz%20bono&st=cse.
10. ↑  Andreas Krieger profile Arkiverad 14 maj 2005 hämtat från the Wayback Machine., ftma.net; accessed December 9, 2014.
11. ↑  ”Loui Sand historisk – första transpersonen på elitnivå”. www.aftonbladet.se. 25 september 2021. https://www.aftonbladet.se/sportbladet/a/z785jr/loui-sand-historisk--forsta-transpersonen-i-herrhandboll. Läst 1 november 2024.